# Јесења изложба УЛУС-а (1999)
Јесења изложба УЛУС-а (1999) је трајала од 15. новембра до 12. децембра 1999. године. Изложба је одржана у галеријском простору Удружења ликовних уметника Србије, односно у Уметничком павиљону "Цвијета Зузорић", у Београду.

## О изложби
Избор аутора и дела за изложбу је обавио Уметнички савет УЛУС-а.
Аутор репродукције на насловној страни каталога је Војин Стојић. Ово дело је освојило награду на Јесењој изложби УЛУС-а (1998).

## Излагачи
1. Светомир Арсић Басара
2. Зоран Бановић
3. Милан Бесарабић
4. Ана Бешлић
5. Милан Блануша
6. Коста Богдановић
7. Вера Божичковић Поповић
8. Чедомир Васић
9. Владимир Вељашевић
10. Милун Видић
11. Венија Вучинић Турински
12. Ангелина Гаталица
13. Милија Глишић
14. Марија Драгојловић
15. Синиша Жикић
16. Оља Ивањицки
17. Ђорђе Илић
18. Љубодраг Јанковић Јале
19. Олга Јанчић
20. Дивна Јеленковић
21. Љубинка Јовановић
22. Бошко Карановић
23. Момчило Крковић
24. Велизар Крстић
25. Ото Лого
26. Мирјана Маодуш
27. Горица Милетић
28. Никола Коља Милуновић
29. Биљана Миљковић
30. Борислава Недељковић Продановић
31. Лепосава Ст. Павловић
32. Зоран Павловић
33. Адам Пантић
34. Пепа Пашћан
35. Градимир Петровић
36. Божидар Плазинић
37. Миша Поповић
38. Божидар Продановић
39. Славољуб Цаја Радојчић
40. Јован Ракиџић
41. Миодраг Рогић
42. Светозар Самуровић
43. Славољуб Вава Станковић
44. Тодор Стевановић
45. Милица Стевановић
46. Тијана Фишић
47. Ђорђије Црнчевић